# Mazeo
Mazeo (385 a.C. – 328 a.C.) è stato un satrapo persiano, governatore di Babilonia nel IV secolo a.C..

## Biografia
Fu nominato satrapo dell'Assiria dopo essere stato satrapo minore della Cilicia. Nel 350 a.C. fu sconfitto a Sidone dall'esercito di Mentore di Rodi, intervenuto dall'Egitto per sostenere la rivolta delle città costiere contro i Persiani.
Insieme ad altri satrapi persiani, prestò servizio nell'esercito in quello che fu di fatto l'ultimo tentativo disperato del Gran Re Dario III Codomano di difendere l'ormai fragile impero persiano dall'invasione macedone guidata da Alessandro Magno. In particolare, tentò di impedire ad Alessandro di attraversare l'Eufrate (compito che gli spettava essendo satrapo di quella regione) e lo combatté duramente. Un'altra versione, dello storico Robin Lane Fox, sostiene invece che quando Efestione fu inviato a guidare l'avanguardia macedone per costruire ponti sull'Eufrate in modo da rendere possibile il passaggio per l'esercito di Alessandro, Mazeo abbandonò, abbastanza inopinatamente, la sua posizione dall'altra parte del fiume consentendone l'attraversamento ad Alessandro. Lo storico britannico ha buon gioco nell'avanzare l'ipotesi, molto verosimile, che Efestione possa aver allacciato contatti diplomatici con Mazeo durante il confronto sull'Eufrate per saggiarne la disponibilità a cambiare bandiera.
Nel 331 a.C., Mazeo comandò l'ala destra dello schieramento persiano durante la battaglia di Gaugamela. La parte dell'esercito sotto il suo comando era composta da cavalieri Siri, Medi, Mesopotamici, Parti, Cappadoci e Armeni tra gli altri. I Cappadoci e gli Armeni erano schierati davanti alle altre unità di cavalleria, e condussero l'attacco guidati dallo stesso Mazeo, che durante la battaglia impegnò seriamente le forze di Parmenione (a cui era affidata la parte sinistra dello schieramento macedone). Tuttavia, nel frattempo Alessandro era riuscito a mettere in fuga il centro dello schieramento persiano comandato dal Gran Re Dario in persona, e accorse dunque a sostegno di Parmenione, che stava per soccombere alla pressione delle truppe di Mazeo. La battaglia, per i Persiani e Mazeo era ormai persa. Preso alle spalle si ritirò dunque disordinatamente, subendo per questo motivo maggiori perdite a causa delle cariche della cavalleria macedone. Un'altra versione è quella che Mazeo abbia gettato la vittoria alle ortiche, avendola avuta davvero a portata di mano. Sempre Robin Lane Fox scrive infatti: "È presumibile che la battaglia di Gaugamela sia stata vinta in parte sulle rive dell'Eufrate e che la restaurazione successiva di Mazeo (come satrapo) sia stata, più che un atto di magnanimità, un compenso pattuito in precedenza". Tuttavia le fonti asseriscono che il satrapo combatté al massimo delle sue capacità, e fu costretto alla fuga dopo che era stato circondato dalla manovra macedone effettuata per ovviare alla situazione critica in cui si era trovato Parmenione.
Dopo la battaglia riparò a Babilonia, città di cui era governatore, con le sue forze rimanenti. Si ritrovò totalmente isolato a causa della fuga del resto delle forze persiane verso Ecbatana. Sapendo che la resistenza si sarebbe rivelata inutile aprì le porte della città ai macedoni, presentandosi ad Alessandro accompagnato da alti funzionari della città e astrologi caldei. Si consegnò dunque all'invasore, pregandolo in tal modo di risparmiare la città. Alessandro lo trattò con deferenza e rispetto, e Mazeo in tal modo salvò dalle efferatezze dei conquistatori la popolazione babilonese. Durante la dominazione macedone, Mazeo fu nominato grande satrapo di Babilonia da Alessandro stesso, continuando a governare la città fino al 328 a.C., anno in cui morì. Restano dubbi sul reale motivo della sua nomina, non sapendo se effettivamente Mazeo avesse preso contatto con Efestione o meno in precedenza.